# Revista de Menorca
Revista de Menorca ist die älteste katalanische Zeitschrift der Baleareninsel Menorca, die regelmäßig erscheint und neben kommunalen Artikeln vor allem wissenschaftliche und literarische Themen behandelt. Gegründet wurde die Revista de Menorca 1888 von Joan Seguí i Rodríguez und Riudavets Tudirí. Der Sitz des Verlages befindet sich in Maó.
Ab 1906 erschienen auch regelmäßige Berichte und Artikel der Universität von Menorca, die der Pflege und Entwicklung der Wissenschaften durch Forschung, Lehre und Studium der Künste dienten. Für diese Artikelserien war der menorquinische Historiker und Künstler Francesc Hernández i Sanz verantwortlicher Redakteur.
Die Ausgaben werden hauptsächlich auf den Balearische Inseln und in Katalonien vertrieben. In den Jahren 1934 bis 1943 gab es keine Auflagen. Danach wurde die Revista unter neuer Leitung wieder verlegt. 